# Nae Ionescu
Nae Ionescu (diminutivo di Nicolae C. Ionescu; Brăila, 16 giugno 1890 – Bucarest, 15 marzo 1940) è stato un filosofo, logico e giornalista romeno.
È considerato il principale esponente della corrente filosofica del trăirism (variante romena del vitalismo, che include elementi mistici e teologici della tradizione cristiana ortodossa). Ha saputo raccogliere attorno a sé e allevare una vasta schiera di intellettuali appartenuti alla generazione interbellica romena, tra i quali: Vasile Băncilă, Mircea Eliade, Mircea Vulcănescu, Mihail Sebastian, Emil Cioran, Petre Țuțea, Constantin Noica.
In ragione della sua intensa attività giornalistica, condotta specialmente sulle colonne del quotidiano "Cuvântul", ha offerto un significativo contributo al dibattito politico del proprio tempo, appoggiando prima la dottrina del contadinismo, poi l'idea di una monarchia organica (rappresentata dal re Carlo II) e infine, a partire dall'estate 1933, il movimento legionario.

## Biografia
Nae Ionescu nasce a Brăila, terzo di quattro fratelli, il 16 giugno 1890. Frequenta le scuole elementari, medie e superiori nella sua città natale. Durante il liceo aderisce ad “Avântul” un’associazione di educazione e cultura nazionalista fondata da Vasile A. Panaitescu. Espulso dal Liceo Nicolae Bălcescu di Brăila durante l'ultimo anno per aver professato ideali nazional-repubblicani, conclude gli studi presso il Liceo “V. Alecsandri” di Galați.
Si iscrive presso la Facoltà di Lettere e Filosofia di Bucarest, dove frequenta, tra gli altri, i corsi di Constantin Rădulescu-Motru e di Nicolae Iorga. Si laurea nel 1912 con il massimo dei voti, discutendo una tesi Sulla storia dell’argomento ontologico da Descartes a Kant. Collabora alle riviste “Studii filosofice” e “Noua revistă română”.
Nell'autunno del 1913, dopo essersi fidanzato con Elena-Margareta Fotino, parte alla volta di Gottinga, per intraprendere il dottorato di ricerca. Qui frequenta i corsi dei matematici Felix Klein e David Hilbert, e del filosofo Edmund Husserl, padre della fenomenologia. Ritorna in Romania per assolvere all’obbligo militare, e il 25 novembre 1915 sposa Elena-Margareta Fotino.
Nel gennaio 1916 si reca di nuovo in Germania, insieme alla moglie, per continuare i suoi studi di dottorato, questa volta a Monaco di Baviera. In seguito all'entrata in guerra della Romania, nell'agosto 1916, viene internato nel campo di prigionia di Celle-Schloss, nei pressi di Hannover, da dove verrà rilasciato soltanto nell'agosto 1917. Il suo primo figlio, Radu, nasce all'inizio del 1917 e il secondo, Răzvan, nel giugno 1918.
Nel 1919 discute la tesi di dottorato dal titolo: Die Logistik als Versuch einer neuen Begründung der Mathematik [La logistica come tentativo di una nuova fondazione della matematica] sotto la guida di Clemens Baeumker, esperto di filosofia patristica e medievale. Nello stesso anno rientra in Romania, dove si dedica all’attività didattica e giornalistica. Le sue convinzioni ostili all’indirizzo dato da Carlo II alla politica romena porteranno più volte al suo arresto e alla sua incarcerazione. Malato di cuore, muore il 15 marzo 1940, nella villa di Băneasa.
La fama di seduttore che lo accompagna è giustificata dalle sue relazioni sentimentali con alcune delle donne più famose dell'epoca, tra cui Maruca Cantacuzino-Enescu (moglie del musicista George Enescu), Elena Popovici-Lupa e la pianista Cella Delavrancea. La sua biografia è legata, tra gli altri, ad alcuni edifici storici tuttora esistenti, come la villa di Maruca Cantacuzino (Palazzo Cantacuzino a Bucarest) e la casa costruita a Băneasa (edificata grazie all'aiuto finanziario dell’industriale Nicolae Malaxa, suo amico). Dopo la morte di Nae Ionescu, la villa di Băneasa fu confiscata e il maresciallo Ion Antonescu vi stabilì la propria residenza di rappresentanza.

## Attività didattica
Dopo aver fatto ritorno in Romania nel 1919, è stato per un breve periodo insegnante, e poi direttore del Liceo Militare del Monastero di Dealu. Nello stesso anno viene nominato assistente alla cattedra di Logica e Teoria della Conoscenza ricoperta dal professor Constantin Rădulescu-Motru. Nae Ionescu inaugura la propria attività didattica all'Università di Bucarest con la prolusione La funzione epistemologica dell'amore. È stato professore universitario di Mircea Eliade, Constantin Noica, Emil Cioran, Petre Țuțea, Jeni Acterian, Mircea Vulcănescu, Constantin Floru etc. I suoi corsi, litografati o conservati sotto forma di trascrizioni di appunti, sono stati pubblicati dopo la sua morte nei primi anni '40 dai suoi discepoli. Durante il periodo comunista (1945-1989) Nae Ionescu era un autore vietato. La pubblicazione dei suoi corsi è stata ripresa dopo il 1990.

## Attività giornalistica
Tra il 1911-1916, in qualità di collaboratore e successivamente di redattore della rivista "Noua Revistă Română", diretta da Constantin Rădulescu-Motru, pubblica moltissimi articoli e cronache. Nel periodo 1919-1925, collabora con numerosi articoli alla rivista "Ideea europeană" (direttore: Constantin Rădulescu Motru), insieme a Tudor Vianu, Octav Onicescu, Dimitrie Gusti, Ștefan Nenițescu, Emanoil Bucuța, Cora Irineu, Mircea Florian. Nel 1922, pubblica nella "Gazeta Matematică" lo studio Osservazioni su un caso di intransienza dei concetti matematici, per il quale ottiene il Premio di filosofia matematica nell'anno 1923. A partire dal maggio 1926 Nae Ionescu dirige il giornale "Cuvântul", al quale partecipano giovani del talento di: Mircea Eliade, Mircea Vulcănescu, Mihail Sebastian, Emil Cioran etc. Nel corso della sua attività pubblicistica si avvalse di vari pseudonimi per firmare gli articoli sul suo giornale e su altri periodici a cui collaborò durante i quattro anni di sospensione di "Cuvântul" (1934-1938).

## Opere
- Nae Ionescu, Roza vânturilor. 1926-1933, a cura e postfazione di Mircea Eliade. Ed. Cultura Națională, București 1937 (raccolta di articoli). Si tratta dell'unico volume pubblicato in vita da Nae Ionescu
- Nae Ionescu, Opere, edizione a cura di Dora Mezdrea e Marin Diaconu, voll. I-XV, Crater (Bucarest), Istros (Brăila), Muzeul Național al Literaturii Române (Bucarest), 1999-2018
- Nae Ionescu, Opere, 3 voll., a cura di M. Diaconu e D. Mezdrea, postfazione di Eugen Simion, Fundația Națională pentru Știință și Artă, București 2020: I. Cursuri universitare (1), pp. 1508; II. Cursuri universitare (2), pp. 1168; III. Studii, prefețe, articole și critici [selezione], pp. 1264.
- Nae Ionescu, Corespondența de dragoste, 2 voll., a cura di D. Mezdrea, Muzeul Național al Literaturii Române, București 2016 (seconda edizione).

### Opere in italiano
- Nae Ionescu, Conoscenza metafisica ed esperienza religiosa. Corso di Filosofia della Religione (1925-1926), a cura di Igor Tavilla, premessa di Pierfrancesco Stagi, postfazione di Horia Corneliu Cicortaș, Stamen Edizioni, Collana L’umano e il divino, Roma 2020
- Nae Ionescu, Il fenomeno legionario, tr. di Claudio Mutti, Edizioni all'insegna del veltro, Parma 1998

### In italiano
- Tatiana Niculescu, Nae Ionescu. Il seduttore di una generazione, a cura di H.C. Cicortaș e I. Tavilla, Castelvecchi, Roma 2021
- Emanuela Costantini, Nae Ionescu, Mircea Eliade, Emil Cioran. Antiliberalismo nazionalista alla periferia d'Europa, Morlacchi, Perugia 2005